# ОШ „Ђура Јакшић” Ковин
ОШ „Ђура Јакшић” је једна од основних школа на подручју општине Ковин. Смјештена је на адреси Улица ЈНА 34, Ковин. Име је добила по Ђури Јакшићу српском сликару, пјеснику, приповједачу, драмском писцу и учитељу.

## Историјат
Прва училишта била су поред цркава или манастира, па је школство у Ковину везано за име свештеника Пане код кога је неколико ђака изучавало писменост од 1695 - 1705. године. Ковинска школа помиње се још 1776. године у попису школа. Тадашњи учитељ био је Арсеније Милошевић, ђакон, касније свештеник. Након протеривања Турака 1788. године у попису зграда помињу се две школске зграде – српско-православна и немачко-католичка. У српској школи у то време учитељ је био Павле Јосиповић из Руме. Према запису из 1813. године за православну школу је речено да је дотрајала, склона паду, и да постоји потреба за већом зградом за још најмање 50 ученика (уписан је био 51 ђак - 45 дечака и чак 6 девојчица). Од 1830. године школа је имала једно одељење, да би се број деце постепено повећао и 1872. године уписано је 253 ученика. Настава се већ одвијала у новој школској згради подигнутој 1860. године. На основу Закона о школама из 1868. године школа је била дворазредна, 1883. четвороразредна, а 1884. постала је шесторазредна. Управу над школом од 1868. године вршио је Школски одбор. На основу Наредбе Краљевског Надзорника из 1896. године виши разреди (4.5.6.) немачких, српских и румунских одељења постају мађарска одељења и у њима се искључиво предаје на мађарском језику. Забавиште је прикључено школи 1897. године. Из просторија школе се 1912. год иселила Грађанска школа која почиње са радом 1913. године у новој школској згради - данашња ОШ “Ђура Јакшић”. Избијањем Првог светског рата 1914. године школа је претворена у касарну, а наредне године војска се иселила из ње. До 1918. године школа носи назив “Општинска основна народна школа”. Српске трупе улазе у Ковин 1918. године, а 1919. године на ове територије примењује се школски Закон Краљевине Србије из 1904. године по коме су школе могле бити државне или приватне. У Ковину је ова државна школа била организована и за припаднике националних мањина – Немце, Мађаре, Румуне уз обавезно учење државног језика - српског језика. Школа све до 1935. године носи назив “Државна основна школа у Ковину”. По избијању Другог светског рата настава се одвијала претежно на немачком и мађарском језику. За време рата школа није радила у својој згради већ у закупљеним просторијама и то све до 1945. године. После рата 1946. године школа добија назив “Основна школа” (школа има румунска и мађарска одељења док се немачка укидају). Школске 1945/1946. године био је уписан 791 ђак. Румунска и Мађарска одељења се гасе касних шездесетих година, јер није постојало интересовање родитеља да се ученици образују на овим језицима. Одлуком Школског одбора, од 16. августа 1957. године школа постаје осмогодишња и добија назив који и данас носи Основна школа “Ђура Јакшић”.